# Rhagoletis cornivora
Rhagoletis cornivora är en tvåvingeart som beskrevs av Bush 1966. Rhagoletis cornivora ingår i släktet Rhagoletis och familjen borrflugor. Inga underarter finns listade i Catalogue of Life.